# Hasna du Maroc
Lalla Hasna (arabe : للا حسناء, ḥasnāʼ), née le 19 novembre 1967 à Rabat, est une princesse marocaine, membre de la famille royale. Elle est la plus jeune fille du roi Hassan II et de son épouse, Lalla Latifa. Lalla Hasna est la sœur du roi actuel, Mohammed VI.

## Biographie

### Éducation et engagements
Lalla Hasna est née le 19 novembre 1967 au Palais royal de Rabat. Elle est scolarisée dans cette même ville au Collège royal où elle obtient son baccalauréat. 
Elle est une cavalière accomplie, tout comme ses tantes, les princesses Lalla Aïcha et la Lalla Amina. Depuis son enfance, Lalla Hasna s'intéresse aux activités sociales et culturelles, en mettant l'accent sur les questions environnementales au Maroc. En 1999, elle lance la campagne nationale pour la protection de l'environnement. Elle préside le conseil d'administration de la fondation Mohammed VI pour la protection de l'environnement créée en 2001 et fait régulièrement des visites de terrain pour sensibiliser la population aux questions environnementales.
En 2002, la princesse Lalla Hasna met en place le prix des jeunes journalistes pour l'environnement et, en 2003, le prix de photographie annuel décerné lors de la « journée internationale de l'environnement ».
En 2018, elle est nommée ambassadeur de bonne volonté de la commission climat du bassin du Congo.
En septembre 2019, elle représente (en tant que présidente de la Fondation Mohammed VI pour la protection de l’environnement) le Maroc au sommet Action Climat de l'ONU en lisant un discours du roi Mohammed VI lors de la cérémonie d'ouverture du sommet et s'entretient notamment avec Audrey Azoulay, directrice générale de l’UNESCO,. 
Elle est également présidente honoraire de l'Association Hassanate pour le développement humain,.
En 2021, elle est citée dans les documents révélés par le Consortium International des Journalistes d’Investigation dans le cadre des Pandora Papers. Les documents révèlent que la princesse Lalla Hasna possède une société écran dans les îles Vierges britanniques, Oumaila Ltd. En 2002, l'année de sa création, Oumaila Ltd. a acheté une maison de luxe dans l'ouest de Londres, selon les registres immobiliers du Royaume-Uni. La maison de cinq chambres, située près du palais de Kensington, est évaluée à près de 11 millions de dollars. Hasna a effectué l'achat en utilisant des fonds de la "Famille royale marocaine", selon les documents divulgués, qui énuméraient son métier comme "Princesse".

### Vie privée
Mariée au docteur Khalid Benharbit (né en 1959 et fils du directeur du cabinet de l'ancien ministre de l'intérieur Driss el-Basri) à Fès les 8 et 9 septembre 1994,, le couple a deux filles : Lalla Oumaima Benharbit (née le 15 décembre 1995) et Lalla Oulaya Benharbit (née le 20 octobre 1997).

## Patronages
Elle est présidente d'honneur au Maroc de:
- Ligue nationale des femmes civiles et semi-fonctionnaires.
- Association marocaine pour l'aide aux enfants malades (AMAEM).
- Village d'enfants SOS Marocain.
- Association Al-Ihsane.
- Association marocaine contre la myopathie.
- Association Hassanate pour le Développement Humain[11].

Elle est présidente au Maroc de:
- La fondation Muhammad VI pour la protection de l'environnement.
- l'Association marocaine d'archéologie et de patrimoine (SMAP).

## Honneurs
Honneurs nationaux
- Dame Grand Cordon de l'ordre du Trône[12]

Honneurs étrangers
- Dame Grand-Croix de l'ordre royal d'Isabelle la Catholique (Royaume d'Espagne, 22 septembre 1989)[13].
- Dame Grand-Croix de l'ordre de Léopold II (Royaume de Belgique, 5 octobre 2004)[12].
- Dame Grand Croix de l'ordre de l'Aigle aztèque (États-Unis du Mexique, 11 février 2005)[12].

## Ascendance
|  |                                       |  |  |  |  |  |  |  |  |  |  |  |  |  |  |  |
|  | 16. Hassan I                          |  |  |  |  |  |  |  |  |  |  |  |  |  |  |  |
|  |                                       |  |  |  |  |  |  |  |  |  |  |  |  |  |  |  |
|  |                                       |  |  |  |  |  |  |  |  |  |  |  |  |  |  |  |
|  | 8. Youssef Ben Hassan                 |  |  |  |  |  |  |  |  |  |  |  |  |  |  |  |
|  |                                       |  |  |  |  |  |  |  |  |  |  |  |  |  |  |  |
|  |                                       |  |  |  |  |  |  |  |  |  |  |  |  |  |  |  |
|  | 17. Ruqiya                            |  |  |  |  |  |  |  |  |  |  |  |  |  |  |  |
|  |                                       |  |  |  |  |  |  |  |  |  |  |  |  |  |  |  |
|  |                                       |  |  |  |  |  |  |  |  |  |  |  |  |  |  |  |
|  | 4. Mohammed V                         |  |  |  |  |  |  |  |  |  |  |  |  |  |  |  |
|  |                                       |  |  |  |  |  |  |  |  |  |  |  |  |  |  |  |
|  |                                       |  |  |  |  |  |  |  |  |  |  |  |  |  |  |  |
|  | 9. Yaqut                              |  |  |  |  |  |  |  |  |  |  |  |  |  |  |  |
|  |                                       |  |  |  |  |  |  |  |  |  |  |  |  |  |  |  |
|  |                                       |  |  |  |  |  |  |  |  |  |  |  |  |  |  |  |
|  | 2. Hassan II                          |  |  |  |  |  |  |  |  |  |  |  |  |  |  |  |
|  |                                       |  |  |  |  |  |  |  |  |  |  |  |  |  |  |  |
|  |                                       |  |  |  |  |  |  |  |  |  |  |  |  |  |  |  |
|  | 20. Hassan I                          |  |  |  |  |  |  |  |  |  |  |  |  |  |  |  |
|  |                                       |  |  |  |  |  |  |  |  |  |  |  |  |  |  |  |
|  |                                       |  |  |  |  |  |  |  |  |  |  |  |  |  |  |  |
|  | 10. Mohammed Tahar ben Hassan         |  |  |  |  |  |  |  |  |  |  |  |  |  |  |  |
|  |                                       |  |  |  |  |  |  |  |  |  |  |  |  |  |  |  |
|  |                                       |  |  |  |  |  |  |  |  |  |  |  |  |  |  |  |
|  | 5. Abla bent Tahar                    |  |  |  |  |  |  |  |  |  |  |  |  |  |  |  |
|  |                                       |  |  |  |  |  |  |  |  |  |  |  |  |  |  |  |
|  |                                       |  |  |  |  |  |  |  |  |  |  |  |  |  |  |  |
|  | 1. Lalla Hasnaa                       |  |  |  |  |  |  |  |  |  |  |  |  |  |  |  |
|  |                                       |  |  |  |  |  |  |  |  |  |  |  |  |  |  |  |
|  |                                       |  |  |  |  |  |  |  |  |  |  |  |  |  |  |  |
|  | 24. Mouha Ou Aqqa                     |  |  |  |  |  |  |  |  |  |  |  |  |  |  |  |
|  |                                       |  |  |  |  |  |  |  |  |  |  |  |  |  |  |  |
|  |                                       |  |  |  |  |  |  |  |  |  |  |  |  |  |  |  |
|  | 12. Mouha Ou Hammou Zayani            |  |  |  |  |  |  |  |  |  |  |  |  |  |  |  |
|  |                                       |  |  |  |  |  |  |  |  |  |  |  |  |  |  |  |
|  |                                       |  |  |  |  |  |  |  |  |  |  |  |  |  |  |  |
|  | 6. Hassan ould Mouha Ou Hammou Zayani |  |  |  |  |  |  |  |  |  |  |  |  |  |  |  |
|  |                                       |  |  |  |  |  |  |  |  |  |  |  |  |  |  |  |
|  |                                       |  |  |  |  |  |  |  |  |  |  |  |  |  |  |  |
|  | 13. Hennou                            |  |  |  |  |  |  |  |  |  |  |  |  |  |  |  |
|  |                                       |  |  |  |  |  |  |  |  |  |  |  |  |  |  |  |
|  |                                       |  |  |  |  |  |  |  |  |  |  |  |  |  |  |  |
|  | 3. Latifa Amahzoune                   |  |  |  |  |  |  |  |  |  |  |  |  |  |  |  |
|  |                                       |  |  |  |  |  |  |  |  |  |  |  |  |  |  |  |
|  |                                       |  |  |  |  |  |  |  |  |  |  |  |  |  |  |  |